# Death Machine
Death Machine – jedenasty album studyjny speed metalowego zespołu Exciter wydany 29 października 2010 roku przez wytwórnię Massacre Records.

## Lista utworów
1. „Death Machine” – 4:14
2. „Dungeon Descendants” – 3:55
3. „Razor in Your Back” – 4:03
4. „Pray for Pain” – 4:05
5. „Power and Domination” – 3:08
6. „HellFire” – 4:58
7. „Demented Prisoner” – 4:25
8. „Slaughtered in Vain” – 5:01
9. „Skull Breaker” – 7:00

## Twórcy
| Exciter w składzie - Kenny „Metal Mouth” Winter – wokal - John Ricci – gitara - Clammy – gitara basowa - Rik Charron – perkusja | Personel - Manfred Leidecker – producent, inżynier dźwięku - Julian Iliev – projekt okładki, projekt graficzny - Daniel Horlbogen – zdjęcia - Elsie Roymans – zdjęcia - Erica Wallberg – zdjęcia |